# Cicci Santucci
Francesco Santucci, detto Cicci (Lanciano, 21 aprile 1939), è un trombettista e compositore italiano.

## Biografia
Inizia lo studio della tromba all'età di 13 anni con un maestro di banda, per poi approfondire gli studi con un insegnante di conservatorio. Consegue il diploma nel 1969 al Conservatorio Umberto Giordano di Foggia, dopo aver comunque già debuttato come trombettista nel 1956. Nel 1971 ottiene il diploma di arrangiatore al Berklee College of Music di Boston.
È stato per più di vent'anni la prima tromba solista dell'orchestra della Rai; ha suonato e collaborato con molti tra i più importanti musicisti del jazz mondiale (Lionel Hampton, Gato Barbieri, Kenny Clarke, Gil Evans, tra i tanti) e della composizione per cinema, come Armando Trovajoli, Riz Ortolani ed Ennio Morricone; per Morricone ha inciso, fra le numerose colonne sonore, il tema per tromba solista Playing Love nel film La leggenda del pianista sull'oceano di Giuseppe Tornatore, brano che nella finzione scenica è eseguito dal vivo dal personaggio di Max Tooney (Pruitt Taylor Vince). 
Considerato uno dei "pionieri" del jazz italiano, ha partecipato ai più importanti Festivals internazionali, quali il Festival di Comblain La Tour (in Belgio nel 1961), il Festival di Montreux (in Svizzera nel 1967, con Antonello Vannucchi, Gegé Munari e Giovanni Tommaso), il Festival di Juan Les Pins (in Francia nel 1969, con Lilian Terry), ed altri. Le collaborazioni in Italia sono moltissime, fra le quali: Carlo Loffredo, Marcello Rosa, Tony Scott, Romano Mussolini, Enzo Scoppa (con il quale ha registrato alcuni album), Roberto Podio, Maurizio Giammarco, Maurizio Majorana, Franco D'Andrea, Bruno Biriaco e Luca Ruggero Jacovella.
Nel 1971 ha formato il gruppo Living Music, con Gianfranca Montedoro, Andrea Carpi, Mandrake Som, Umberto Santucci e Costantino Albi, con cui ha registrato l'album To Allen Ginsberg, con testi tratti da poesie del poeta statunitense. Ha anche, occasionalmente, svolto l'attività di session man in dischi di musica leggera, suonando ad esempio in Sono bello dentro di Marco Ongaro. Negli ultimi anni vive e lavora prevalentemente negli U.S.A.

## Discografia parziale

### 33 giri
- 1971: Looking Around (Fly Record, AS 55; con Enzo Scoppa)
- 1971: Mondo operaio (Fly Record, AS 56; con Enzo Scoppa)
- 1972: On The Underground Road (Dire, FO 342; con Enzo Scoppa)
- 1972: Toward The Peace (Metropole, SM 7004; con Enzo Scoppa)
- 1972: To Allen Ginsberg (RCA Italiana, DPSL 10574; con i Living Music)

### CD
- 2000: Film Favorites (IR CSLRI/011G; co-leader con Luca Ruggero Jacovella)
- 2003: To Allen Ginsberg (BMG 74321-98071-2; con i Living Music; ristampa dell'album del 1972, con copertina apribile e libretto)

### Partecipazioni
- 1962: Poeti moderni americani - Poesia jazz e beat della Beat Generation (Istituto Internazionale del Disco, SIL 4091; album con poesie recitate e sottofondo di musica jazz)